# 浜田雅功と志村けんが遂に対決!新春!運芸会
『浜田雅功と志村けんが遂に対決!新春!運芸会』(はまだまさとしとしむらけんがついにたいけつ!しんしゅ!うんげいかい)は、読売テレビ制作・日本テレビ系列で2018年1月2日に放送された特別番組（バラエティ番組）。
浜田軍と志村軍に分けて体を張ったゲームで対決をする番組。

## 出演者
- 浜田軍キャプテン
  - 浜田雅功 （ダウンタウン）
- 志村軍キャプテン
  - 志村けん
- アシスタント
  - 鈴木あきえ
- 芸人ゲスト 
  - 2018年
    - 浜田軍
      - 笑福亭笑瓶
      - 勝俣州和
      - ウド鈴木 （キャイ〜ン）
      - 飯尾和樹 （ずん）
      - ケンドーコバヤシ
      - ドランクドラゴン
      - 岩井ジョ二男 （イワイガワ）
      - アキラ100%
      - サンシャイン池崎
      - パンサー
      - 尼神インター

    - 志村軍
      - ダチョウ倶楽部
      - FUJIWARA
      - 柴田英嗣 （アンタッチャブル）
      - 平成ノブシコブシ
      - ナイツ
      - 小島よしお
      - アントニー （マテンロウ）
      - カミナリ
      - ガンバレルーヤ
- 実況
  - 矢野武

## 主な競技種目
苦痛に耐えてゴールを目指せ! 芸人さんが転んだ

新春! びっくりキャッチ

新春! 芸人暴露かるた

新春! 芸人カーリング

新春 落ちれば熱湯! ローション丸太 チームみんなで渡りまショー

## スタッフ
- 演出：林敏博・中田三浩（共にビーダッシュ）
- ディレクター：岡田秀行・町田美穂・山本紗智子・西尾友里（共にビーダッシュ）
- 構成：中野俊成
- カメラ：永澤剛、羽鳥慎一郎
- 音声：佐々木瑠美
- VE：柳沼修
- LT：藤井輝夫
- 編集：生江正俊
- MA：土屋信
- 音効：磯川浩己
- 美術プロデューサー：林政之
- デザイン：坪田幸之、岡美里
- 美術進行：横山勇
- 大道具：桜井和則
- 装飾：菊地誠
- アクリル装飾：村田誠司
- 特殊効果：福島正勝
- 特殊装置：後藤佑介
- 題字：柏原晋平
- 衣裳：宮澤愛
- かつら：俵木和美
- メイク：office MAKISE（浜田雅功担当）、山田かつら
- スタッフ協力：ビーダッシュ／スウィッシュ・ジャパン、プログレッソ、フジアール、glow、イマジカ、NexTry、ビーオネスト、国際放映
- 制作協力：吉本興業
- 宣伝：乙部恭子（読売テレビ）
- スチール：林寛
- キャスティング協力：北村かずや（ビーオネスト）
- 制作デスク：山崎真央（読売テレビ）、中野英美・岡田理絵子（共にビーダッシュ）
- 制作スタッフ：山崎唯加・山田佳樹・横山万悠子・谷口諒・山田彩矢・阿武茉奈美（共にビーダッシュ）
- AP：土屋朋之（よしもとクリエイティブ・エージェンシー）、高橋寿菜（ビーダッシュ）
- プロデューサー：田井中皓介（よしもとクリエイティブ・エージェンシー）、永田浩子（ビーダッシュ）
- チーフプロデューサー：勝田恒次（読売テレビ）
- 制作著作：読売テレビ